# Tremors (telessérie)
Tremors é um spin-off da franquia dos filmes de Tremors que foi ao ar originalmente no Canal Sci-fi.

## Elenco
| Cast        | Atores                      | Personagens         |
| ----------- | --------------------------- | ------------------- |
| Principais  | Michael Gross               | Burt Gummer         |
| Principais  | Victor Browne               | Tyler Reed          |
| Principais  | Gladise Jimenez             | Rosalita Sanchez    |
| Principais  | Marcia Strassman            | Nancy Sterngood     |
| Principais  | Lela Lee                    | Jodi Chang          |
| Principais  | Dean Norris                 | W. D. Twitchell     |
| Recorrentes | J. D. Walsh                 | Larry Norvel        |
| Recorrentes | Christopher Lloyd           | Cletus Poffenberger |
| Recorrentes | Robert Jayne (Bobby Jacoby) | Melvin Plugg        |
| Recorrentes | Sarah Rafferty              | Dr. Casey Matthews  |
| Recorrentes | Tinsley Grimes              | Mindy Sterngood     |
| Recorrentes | Branscombe Richmond         | Harlowe Winnemucca  |
| Recorrentes | Richard Biggs               | Roger Garrett       |
| Recorrentes | Nicholas Turturro           | Frank               |

## Filmes da série
- Tremors (O Ataque dos Vermes Malditos no Brasil ou Palpitações em Portugal) (1990)
- Tremors 2: Aftershocks (O Ataque dos Vermes Malditos 2 - Os Vermes Estão de Volta no Brasil ou Palpitações 2 em Portugal) (1996)
- Tremors 3: Back to Perfection (O Ataque dos Vermes Malditos 3 - De Volta à Perfection no Brasil ou Palpitações 3: De Volta a Perfection em Portugal) (2001)
- Tremors 4: The Legend Begins (O Ataque dos Vermes Malditos 4 - O Começo da Lenda  no Brasil) (2004)
- Tremors 5: Bloodlines (O Ataque dos Vermes Malditos 5 - Linhas de Sangue no Brasil) (2015)
- Tremors 6: A Cold Day in Hell (O Ataque dos Vermes Malditos 6 - Um Dia Frio no Inferno no Brasil) (2018)
- Tremors 7: Shrieker Island (O Ataque dos Vermes Malditos 7: Ilha dos Shriekers no Brasil) (2020)